# Упит купца
Упит купца представља пословно писмо са којим се купац обраћа продавцу, са молбом да се обавести о одређеној роби (производу, услузи), о карактеристикама, могућности куповине и о свим условима продаје.
Купац уз молбу може да тражи додатне информације од продавца, да му пошаље ценовник производа, каталог, разне проспекте, узорке и друге информације, да би се боље упознао са производом/ услугом ради доношења одговарајуће пословне одлуке.
Купац свој упит може да пошаље продавцу са којим је имао до тада пословне контакте и сарадњу, као и упит новом купцу са којим тек треба да започне пословну сарадњу:
- Упит за познатог купца је обично кратак, сажет са основним захтевима и информацијама о производу/услузи.
- Упит са непознатим купцем је по правилу опширнији, са детаљнијим потраживањем информација и карактеристикама тражених производа, са објашњењем зашто тражи тог продавца и др. информације од обостране важности.

Продавац би требало да, у складу са пословном етиком, одговори на упите купаца, а тај одговор може бити позитиван или негативан.

## Извор
- Канцеларијско пословање  86-17-13811-4